# Shubuta
Shubuta es un pueblo del Condado de Clarke, Misisipi, Estados Unidos. Según el censo de 2000 tenía una población de 651 habitantes y una densidad de población de 104.7 hab/km².

## Demografía
Según el censo de 2000, había 651 personas, 244 hogares y 165 familias residiendo en la localidad. La densidad de población era de 104,7 hab./km². Había 270 viviendas con una densidad media de 43,4 viviendas/km². El 25,50% de los habitantes eran blancos, el 73,89% afroamericanos, el 0,15% de otras razas y el 0,46% pertenecía a dos o más razas. El 1,38% de la población eran hispanos o latinos de cualquier raza.
Según el censo, de los 244 hogares en el 38,1% había menores de 18 años, el 40,2% pertenecía a parejas casadas, el 23,8% tenía a una mujer como cabeza de familia y el 32,0% no eran familias. El 28,7% de los hogares estaba compuesto por un único individuo y el 16,0% pertenecía a alguien mayor de 65 años viviendo solo. El tamaño promedio de los hogares era de 2,67 personas y el de las familias de 3,35.
La población estaba distribuida en un 32,3% de habitantes menores de 18 años, un 9,8% entre 18 y 24 años, un 26,1% de 25 a 44, un 19,7% de 45 a 64 y un 12,1% de 65 años o mayores. La media de edad era 33 años. Por cada 100 mujeres había 83,4 hombres. Por cada 100 mujeres de 18 años o más, había 75,7 hombres.
Los ingresos medios por hogar en la localidad eran de 18.438 dólares ($) y los ingresos medios por familia eran 21.719 $. Los hombres tenían unos ingresos medios de 24.688 $ frente a los 17.813 $ para las mujeres. La renta per cápita para la ciudad era de 9.094 $. El 44,8% de la población y el 38,5% de las familias estaban por debajo del umbral de pobreza. El 59,4% de los menores de 18 años y el 35,9% de los habitantes de 65 años o más vivían por debajo del umbral de pobreza.

## Geografía
Según la Oficina del Censo de los Estados Unidos, la localidad tiene un área total de 6,2 km², todos ellos correspondientes a tierra firme.